# ريتش مالوني
ريتش مالوني (بالإنجليزية: Rich Maloney)‏ هو لاعب كرة قاعدة أمريكي، ولد في 22 سبتمبر 1964.